# گونسپان
گونسپان یا پاتپه، نام تپه‌ای قدیمی و باستانی در ملایر است که از دوران مادها بجا مانده. بر روی این تپه ادوار شناخته شده از دوران پیش از تاریخ در لایه شناختی دوران مفرغ، بنای دوران ماد با معماری خشتی و بنای دوران اشکانی با معماری سنگی و چینه‌ای در دوران تاریخی و قلعه زندیه و قاجاریه با معماری خشت و چینه‌ای وجود دارد.این تپه باستانی بعد از آبگیری سد کریم خان در وسط دریاچه سد قرار گرفته و فقط قسمتی از آن از آب بیرون است.

## معرفی
پاتپه گونسپان مربوط به هزاره سوم قبل از میلاد است و در شهرستان ملایر، بخش مرکزی، روستای پاتپه گونسپان واقع شده و این اثر در تاریخ ۲۴ فروردین ۱۳۸۲ با شمارهٔ ثبت ۸۰۷۶ به‌عنوان یکی از آثار ملی ایران به ثبت رسیده است.این تپه باستانی بعد از آبگیری سد کریم خان در وسط دریاچه سد قرار گرفته و فقط قسمتی از آن از آب بیرون است تپه گونسپان به عنوان یک تپه کله قندی در مساحتی به طول ۱۳۸ و عرض ۹۵ متر واقع شده‌است و بر اساس اعلام کارشناسان بیش از شش هزار سال قدمت دارد.

## دوران پیش از تاریخ
تپه گونسپان دارای لایه‌هایی از عصر مفرغ به ضخامت ۵ تا ۸ متر است که معرف فرهنگی خاصی بنام فرهنگ یانیق است (این فرهنگ نام خود را از تپه‌ای در آذربایجان که به همین نام مشهور است گرفته و ضخامت این دوره تاریخی درتپه یانیق حدود یک متر است)

## دوران ماد
در این تپه آثاری از دوران مادها وجود دارد. در این تپه بقایای ساختار عظیم خشتی از دوره ماد وجود دارد. ارتفاع برخی از دیوارها تا ارتفاع حدود ۵ متر نشان دهنده اهمیت و ارزش این بنا در دوره ماد بوده‌است. کاوشگران در زیر لایه‌های اشکانی موفق به شناسایی بافت معماری منسجم خشتی شدند که در تمام تپه گسترده‌است و به عصر آهن ۳ (دوره ماد و شاید اوایل هخامنشیان) تعلق دارد.

## دوران اشکانی
در این تپه یک دژ بزرگ با معماری لاشه‌سنگ از دورهٔ اشکانی که باروی ستبر خشتی در گرداگرد آن است، یافت شده. معماری بسیار مستحکم، دیوارهای سنگی و باروی سترگ خشتی به همراه فراوانی سفال‌های نوع جلینگی (کلینکی) نشان از رونق دژ در روزگار آبادی می‌داد یک دیوار قطور به قطر ۳ متر با ملات گل و خشت‌های چینه‌ای ۴۳ در ۴۳ با ضخامت ۱۰ سانت و همچنین خشت‌های چینه‌ای ۳۷ در ۳۷ با همان ضخامت کشف شده‌است که نشان از استحکام این دژ در دوره اشکانی دارد

## دوران زندیه
محل تولد کریمخان زند در قلعه روستای پری در حدود ۲۰ کیلومتری این تپه می‌باشد؛ و در این تپه آثاری نیز از دوران زندیه یافت شده.
باستان شناسان در پاتپه به یک سیستم زه‌کشی دست یافتند که با کانال‌کشی و ایجاد تنبوشه استفاده می‌شده‌است کانالی که آب به آن سرازیر می‌شده، آجرچینی شده و کف آن نیز با نوعی ملات آهک و ماسه برای انسجام پوشش داده شده بود ومعماران آن پس از ایجاد کانال‌های انتقال آب‌های هرز، شروع به ساخت اتاق‌های قلعه کردند به‌نظر می‌رسد، این سیستم راهی برای خروج آب‌های اضافی از سطح قلعه بوده و آب اضافی را از روی پشت بام‌ها عبور می‌داده‌است تا با عبور از تنبوشه به کانالی که در قسمت شرقی پاتپه قرار دارد، سرازیر گردد آثار این سیستم را که با گذشتن از روی پشت بام‌ها با تنبوشه تا سطح زمین ادامه می‌یابد، تا جلوی قلعه به دست آورده‌اند.